# Herbert Andert
Herbert Andert (* 16. Oktober 1910 in Ebersbach/Sa.; † 13. Januar 2010 ebenda) war ein deutscher Mundartdichter, Mundartpfleger und -forscher der Oberlausitzer Mundart.

## Leben
Herbert Andert war der Sohn des Heimatforschers Hermann Andert (1879–1945) und jüngerer Bruder von Werner Andert (1907–1983).
Andert besuchte von 1917 bis 1921 die Hainschule in seinem Heimatort und wechselte dann an die Löbauer Realschule. Dort trat er 1922 erstmals mit dem von seinem Vater verfassten Weihnachtsstück Dr Christboom auf. Ab 1923 erhielt Andert seine weitere Gymnasialausbildung an der Deutschen Oberschule in Löbau und studierte anschließend Pädagogik an der Universität Leipzig. Im Jahr 1930 entstanden Anderts erste in Oberlausitzer Mundart geschriebenen Volkslieder und 1933 folgte sein erster Rundfunkauftritt. Im selben Jahr war Andert Begründer des Mundartgesangsensembles „Ebersbacher Edelroller“. 1938 veröffentlichte er die erste Schallplatte in Oberlausitzer Mundart. Daneben war er Mitbegründer der „Oppacher Wachteln“. Er schrieb und sprach im „mittleren Oberlausitzisch“, der Mundart des Oberlandes.
Zum 1. Juli 1933 trat er der SA bei. Am 22. Juni 1937 beantragte er die Mitgliedschaft in der NSDAP und wurde rückwirkend zum 1. Mai desselben Jahres aufgenommen (Mitgliedsnummer 5.872.343).
Nach der Rückkehr aus der Kriegsgefangenschaft wirkte Herbert Andert als Lehrer für Biologie an der Hainschule in Ebersbach. 1949 gründete Andert die „Aberschbächer Heedelirchen“, die er bis 1989 leitete.
Zusammen mit seinem Bruder arbeitete er an der Sammlung und Kartierung des Wortschatzes der Oberlausitzer Mundarten. Andert veröffentlichte mehrere Mundartbücher und war Lektor beim Kunstverlag der Oberlausitz. Er ist auch Dichter und Komponist des hochdeutsch gehaltenen Liedes Mein Lausitzland, neben Kurt Piehlers Oberlausitz, geliebtes Heimatland eine der heimlichen Hymnen der Oberlausitz.
Für seine Verdienste wurde Andert 1983 mit dem Kunstpreis der Oberlausitz ausgezeichnet und 1994 zum Ehrenbürger seiner Heimatstadt ernannt. Außerdem erhielt er 2003 das Bundesverdienstkreuz für sein Lebenswerk und den Lausitz-Dank in Gold. Nach dem Erscheinen seiner letzten Veröffentlichung im Jahr 2002 hatte er sich (auch aus gesundheitlichen Gründen) fast vollständig aus der Öffentlichkeit zurückgezogen. Er starb am 13. Januar 2010 in seinem Wohnhaus im oberen Stadtteil von Ebersbach/Sa.
Die Andert-Oberschule Ebersbach-Neugersdorf trägt seinen Namen.

## Publikationen (Auswahl)
- Ba uns derheeme, 2 Bde., Ebersbach 1953–1954
- „Der Oberlausitzer und seine Mundart“, Heimatkundliche Blätter für die Bezirke Dresden – …, 1955–56, Heft 1–17, S. 40–44
- Mir senn aus dr Äberlausitz, Ebersbach 1958
- Gustav Bayn 70 Jahre. In: Sächsische Heimatblätter 12 (1966), S. 189–190.
- Anne Fuhre Freede aus dr Äberlausitz, Leipzig 1969
- Äberlausitz – meine Heemt. Ein heiteres Oberlausitzer Mundartbuch zum Lesen, Vortragen und Singen. Rat des Kreises Löbau (Hrsg.), 1983
- s gibt sicke und sicke. Ein heiteres Oberlausitzer Mundartbuch zum Lesen, Vortragen und Singen. Rat des Kreises Löbau (Hrsg.), 1986
- I [love] de Äberlausitz, Königstein, 1991
- Mundartbuch der Oberlausitz, 1991 erschienen
- Aus’n Äberlausitzer Äberlande, Löbau 1987
- Unse Äberlausitz labt!, Bautzen 1996
- Gunn Tag – meine liebe Äberlausitz!, Bautzen 1997
- Äberlausitz – meine Freede, Bautzen 1998
- Oallerlee aus unser Heemte – a unser Sproche, Bautzen 2002

## Tonträger
- Äberlausitz – unse Freede mit’n, Aberschbächer Heedelirchen und Herbert Andert, CD